# مسعود فرزان
دکتر مسعود فرزان (زادهٔ اردیبهشت ۱۳۲۲ – درگذشتهٔ ۱۳۶۸) ریاضی‌دان، مترجم، استاد دانشگاه، ایرانی بود. برنده جایزه نویسنده برگزیده کتاب سال در رشته ریاضیات در سال ۱۳۶۸ بود.
مسعود فرزان دوران تحصیلات ابتدایی و متوسطه را در شهرکرد سپری کرد. سپس به دانشگاه تهران راه یافت و با اخذ درجهٔ لیسانس ریاضیات، از دانشکدهٔ علوم فارغ‌التحصیل شد و درجهٔ فوق‌لیسانس خود را از دانشگاه تربیت مدرس دریافت کرد و سپس عازم کشور انگلستان شد و دورهٔ دکتری را در رشتهٔ نظریه مونوگراف گذراند. پس از بازگشت به کشور، در سال ۱۳۵۹ با شروع انقلاب فرهنگی به امر ترجمه و پس از آن به تدریس در دانشگاه پرداخت. مهم‌ترین آثار دکتر فرزان عبارتند از: ترجمهٔ جبر خطی، ترجمهٔ نخستین درس در جبر مجرد (جان ب. فرالی، این کتاب در هفتمین دورهٔ کتاب سال در سال ۱۳۶۸، به عنوان اثر برتر شناخته شد)

## زندگی

### دوران نوجوانی و جوانی
دکتر مسعود فرزان در سال ۱۳۲۲ در شهرکرد متولد شد. او تحصیلات ابتدایی و متوسطه را در همان شهر به پایان برد و در سال ۱۳۴۰ عازم تهران شد تا در دانشکدهٔ علوم دانشگاه تهران ادامهٔ تحصیل دهد. در سال ۱۳۴۴ پس از اخذ مدرک لیسانس و پایان خدمت سربازی، به شهرکرد بازگشت و به تدریس ریاضیات پرداخت. پس از تدریس در مدارس شهرکرد برای ادامه تحصیل به تهران بازگشت و در سال ۱۳۴۷ موفق به اخذ مدرک فوق لیسانس از مؤسسه ریاضیات شد. سپس به دانشگاه تربیت معلم رفت و تا سال ۱۳۵۲ در آن دانشگاه باسمت استادیاری مشغول به تدریس شد.
از وی چهار فرزند به نام‌های آزادبه، رستا، فرهنگ و فرشید به یادگار مانده‌است.

### دوران فعالیت تخصصی
او برای تکمیل تحصیلات در سال ۱۳۵۲ عازم انگلستان شد و در سال ۱۳۵۶ با اخذ مدرک دکتری در تئوری گراف به ایران بازگشت. در سال ۱۳۵۹ به علت تعطیلی دانشگاه‌ها و با همکاری تنی چند از اساتید ریاضیات، اقدام به اصلاح و تألیف کتب ریاضی دوره دبستان و راهنمایی نمود.

## دوران میان سالی
پس از بازگشایی مجدد دانشگاه‌ها، او به تدریس و تألیف پرداخت که حاصل آن ترجمه و تألیف چندین کتاب و مقاله علمی و تربیت تعدادی دانشجو بود. کتاب نخستین درس در جبر مجرد نیز که محصول این دوره بود در سال ۱۳۶۸ به عنوان کتاب سال شناخته شد. او در سال ۱۳۶۸ چشم از جهان فروبست.

## افتخارات
- ۱۳۶۸، کتاب نخستین درس در جبر مجرد که به عنوان کتاب سال شناخته شد.

## آثار
- جبر خطی، نوشتهٔ ای. مری تروپر، ترجمهٔ دکتر مسعود فرزان، انتشارات سروش.
- نخستین درس در جبر مجرد (جلد اول)، نوشتهٔ جان ب. فرالی، ترجمهٔ دکتر مسعود فرزان، مرکز نشر دانشگاهی.
- نخستین درس در جبر مجرد (جلد دوم)، نوشتهٔ جان ب. فرالی، ترجمهٔ دکتر مسعود فرزان، انتشارات دیدار
- جبر خطی و نظریه ماتریسها، نوشتهٔ ادوارد برینگ، ترجمهٔ دکتر مسعود فرزان.
- جبر خطی مقدماتی، نوشته برنارد کلمن، ترجمهٔ دکتر مسعود فرزان و دکتر علی‌اکبر عالم‌زاده، انتشارات علوی.

### کتاب‌های درسی
- کتاب‌های ریاضی سال اول تا پنجم دبستان، با همکاری شورای مؤلفان
- کتاب‌های ریاضی سال اول تا سوم راهنمایی، با همکاری شورای مؤلفان